# Gabriel Fournier
Pour les articles homonymes, voir Fournier.
Gabriel Fournier, né le 26 mai 1893 à Grenoble et mort le 13 avril 1963 à Fontainebleau, est un artiste peintre français.

## Biographie

### Origines
Gabriel Francisque Alexis Fournier naît le 26 mai 1893 vers 17 heures, à Grenoble (département de l’Isère) au domicile parental. Il est le fils d’Alexis Gabriel Fournier (comptable) et de Marie Antoinette Barlet (sans profession), mariés l'un à l'autre et alors respectivement âgés de 31 et 29 ans.

### Carrière
Durant sa jeunesse, la vocation de Gabriel Fournier se façonne grâce à Lucien Mainssieux, un ami de la famille. Par la suite, Jules Fesser lui fait découvrir sa collection de plusieurs centaines de paysages de Johan Jongkind. Il accède à l’école supérieure d'art de Grenoble en 1908, à l’École nationale supérieure des beaux-arts de Lyon en 1910 et à l’École nationale supérieure des arts décoratifs de Paris en 1912.
À Montmartre et à Montparnasse, il fréquente les artistes de l’École de Paris. Il collabore avec Raoul Dufy et fréquente la Rotonde où il côtoie notamment Amedeo Modigliani, Moïse Kisling, Chaïm Soutine et rencontre également Pablo Picasso. Il reçoit un contrat de Léopold Zborowski et expose avec Henri Matisse.
En 1928, il s’installe à Saint-Paul-de-Vence, puis à Roquevaire. Après être revenu à Paris, il habite à Fontainebleau à partir de 1935 se fait ainsi surnommer « Bonnard de Fontainebleau ». Il emménage enfin à Ormesson durant ses trois dernières années de vie,.
Fournier peint essentiellement des paysages, des natures mortes et des représentations — essentiellement des nus — de sa femme Mado.

## Œuvres

### Tableaux
- Sept poires, vers 1918, huile sur toile, 33 × 46 cm, localisation inconnue[7]. Représente trois poires vertes et quatre poires rouge-jaune disposées sur un drap blanc de manière désordonnée, dans le style des natures mortes de Paul Cézanne.
- Village dans la montagne, 1918, huile sur toile, 54 × 65 cm, localisation inconnue[8].
- Paysage du Dauphiné, 1927, huile sur toile, 54 × 73 cm, localisation inconnue[9].
- Environs de Lourmarin, vers 1930, huile sur toile, 65 × 81 cm, localisation inconnue[10].
- La Place Solférino, Fontainebleau, 1947, huile sur toile (collection Fournier)[11]. Représente la place Solférino, aujourd’hui place du Général-de-Gaulle, telle que vue depuis les grilles du château, avec plusieurs voitures et personnes ainsi que l’hôtel de Londres au second plan.
- Village méditerranéen, huile sur papier marouflé sur toile, 33 × 55 cm, localisation inconnue[12].
- Château de Lourmarin, huile sur toile, 46 × 61 cm, localisation inconnue[13]. Représente une vue du château de Lourmarin avec la ville en fond.
- Paysage de Nemours, huile sur toile, 46 × 55 cm, localisation inconnue[14],[15]. Vue depuis le Grand-Pont de Nemours, où l’on aperçoit, entre autres, la rue des Tanneurs et le centre des Tanneurs.
- La Trouée de Grenoble, huile sur toile, 81 × 100 cm, localisation inconnue[16].
- Paysage à Cagnes, huile sur toile, 100 × 73 cm, localisation inconnue[17],[18]. Dépeint une rue de Cagnes-sur-Mer.
- Forêt de Fontainebleau, huile sur toile, 46 × 55 cm, localisation inconnue[19]. Dépeint des arbres et des rochers dans la forêt de Fontainebleau.
- Village méridional, huile sur toile, 38 × 55 cm, localisation inconnue[20].
- Bouquet du jardin, huile sur toile, 65 × 54 cm, localisation inconnue[21].
- Intérieur au bouquet, huile sur toile, 65 × 54 cm, localisation inconnue[22].
- Dalhias au vase d'église, huile sur toile, 81 × 65 cm, localisation inconnue[23].
- Le Modèle devant la cheminée, huile sur toile, 116 × 73 cm, localisation inconnue[24].
- Fleurs dans un pot à pharmacie, huile sur toile, 81 × 54 cm, localisation inconnue[25].
- Nue dans un fauteuil, huile sur toile, 92,5 × 60 cm, localisation inconnue[26].
- Paysage, huile sur toile, 47 × 65 cm, localisation inconnue[27].
- Démolition Saint-Paul, huile sur toile, 33 × 41 cm, localisation inconnue[28].
- Les Coquillages, huile sur toile, 54 × 65 cm, localisation inconnue[29].
- Paysage méditerranéen, huile sur toile, 27 × 46 cm, localisation inconnue[30].
- Bouquet de fleurs, huile sur toile, 65 × 54 cm, localisation inconnue[31].
- Soucis dans la coupe bleue, huile sur toile, 46 × 61 cm, localisation inconnue[32].
- Femme dans la verdure, huile sur toile, 65 × 80 cm, localisation inconnue[33].
- Nature morte aux fruits, la salle à manger, huile sur toile, 92 × 60,5 cm, localisation inconnue[34].
- La Chataîgneraie, huile sur toile, 81 × 100 cm, localisation inconnue[35].
- Vue prise des Fumerates Saint-Paul du Var, huile sur toile, localisation inconnue[36].
- Rochers à Fontainebleau, huile sur toile, 46 × 65 cm, localisation inconnue[37].
- Fleurs de printemps, localisation inconnue[5].
- Nu, localisation inconnue[5].
- Les Chevaux au paddock, localisation inconnue[38].

### Aquarelles
- Aquarelle représentant le village d’Eybens en Isère, 1918, 15,8 × 23,5 cm, localisation inconnue[39].

### Affiches
- L'hôtel de l'Aigle Noir, 1945, affiche publicitaire, dessin à l’encre (collection Denise Lézier)[11].
- Le sigle de l’Aigle Noir, dessin[11]. Représente une silhouette d’aigle avec les ailes déployées avec l’inscription « Aigle Noir / Fontainebleau ».
- Le Palais, dessin[11]. Représente la façade du château de Fontainebleau avec son escalier en Fer-à-Cheval avec l’inscription « Le Palais, son parc / la forêt - la Seine / plages et piscines / son golf, son stage / la treille du Roy ».

### Ouvrages
- Petits contes phalliques publiés avec des illustrations de Gabriel Fournier, pour le Cercle du Livre Précieux, Paris, 1958[réf. souhaitée].

## Éponymie

### Odonymie

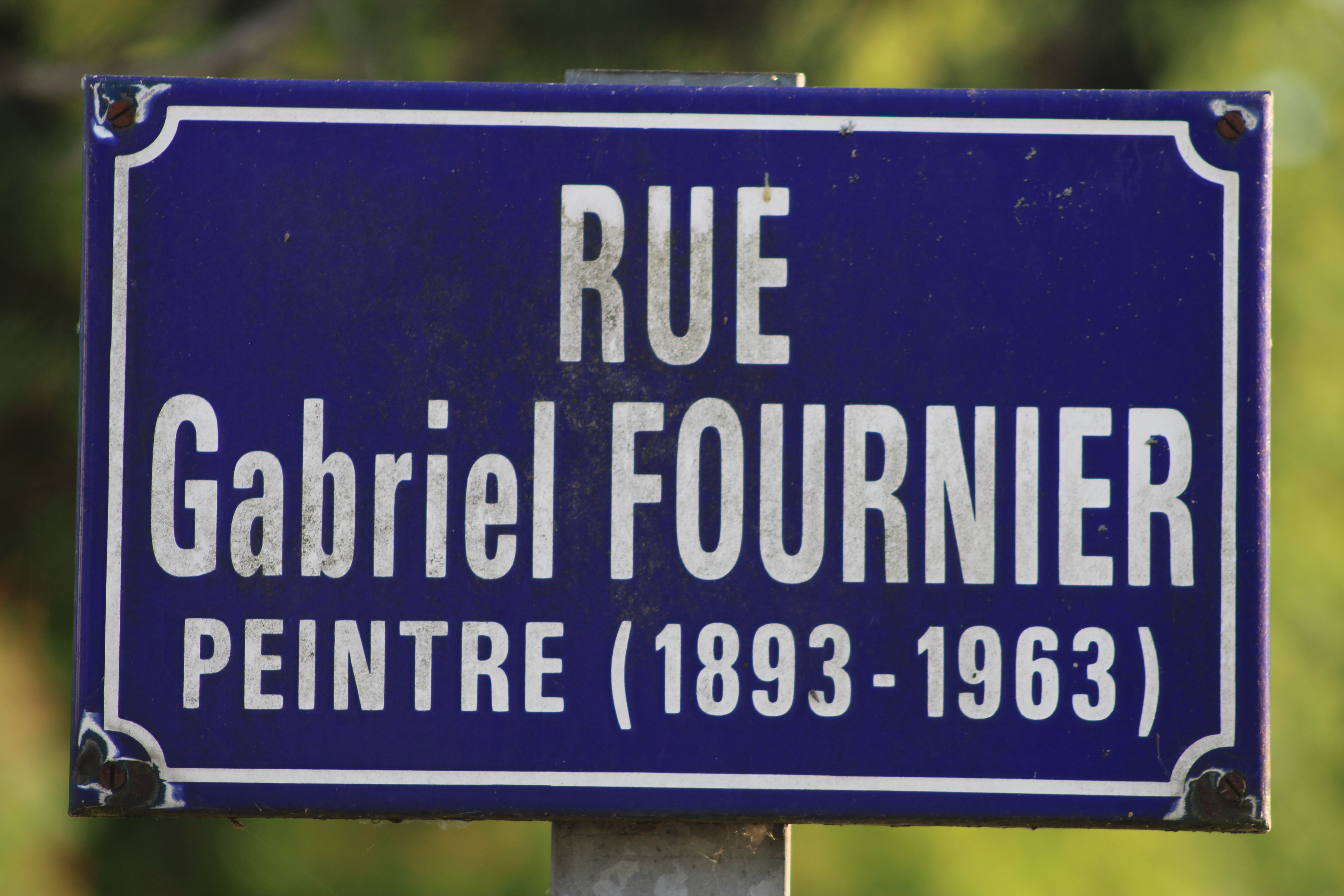
Plaque de rue de la rue Gabriel-Fournier, à Fontainebleau.

- Rue Gabriel-Fournier[40], à l’ouest de Fontainebleau

### Domonymie
- Salle Gabriel-Fournier[41], salle polyvalente et adjacente à l’hôtel de ville à Ormesson, inaugurée le 25 avril 2015[42]